# Сан Пиетро ди Карида
Сан Пиѐтро ди Карида̀ (на италиански: San Pietro di Caridà) е село и община в Южна Италия, провинция Реджо Калабрия, регион Калабрия. Разположено е на 325 m надморска височина. Населението на общината е 1241 души (към 2012 г.).